# Zumbrota
La ville de Zumbrota  est située dans le comté de Goodhue, dans l’État du Minnesota, aux États-Unis. Sa population s’élevait à 3 252 habitants lors du recensement de 2010, estimée à 3 409 habitants en 2016.

## Histoire
Il semble que le nom de la localité provienne de la déformation de Rivière des Embarras, une rivière locale ainsi baptisée par des explorateurs français, couplé au mot dakota toŋ, qui signifie « village »,.

## Source
- (en) Cet article est partiellement ou en totalité issu de l’article de Wikipédia en anglais intitulé « Zumbrota, Minnesota » (voir la liste des auteurs).

1. ↑  Warren Upham, Minnesota Place Names, A Geographical Encyclopedia, 3rd Edition, Saint Paul, Minnesota, Minnesota Historical Society, 2001, 718 p. (ISBN 0-87351-396-7, lire en ligne)
2. ↑  « Where Did Minnesota Towns Get Names? Most Colorful in U.S. », The Winona Republican-Herald,‎ 12 juillet 1949, p. 15 (lire en ligne, consulté le 24 janvier 2015).